# اوگه پریش
ناحیه اوگه (به دانمارکی: Uge Sogn) یک محله در حوزه اسقف نشین هادرسلف در شهرداری آبنرا، کشور دانمارک است.